# Arisaig
Arisaig [ærəsɪɡ]IPA (skotskou gaelštinou Àrasaig) je vesnice v Lochaber na západním pobřeží Skotské vysočiny. Arisaig znamená ve skotské gaelštině „bezpečné místo“.

## Historie
Po potlačení jakobitského povstání opustil Karel Eduard Stuart 20. září 1746 Skotsko a z místa východně od vsi odplul do Francie. 
V roce 1770 zde zemřel gaelský básník Alasdair Mac Mhaighstir Alasdair a byl pohřben na místním římskokatolickém hřbitově. 
Emigranti z této oblasti založili v roce 1785 v kanadské provincii Nové Skotsko stejnojmennou osadu.

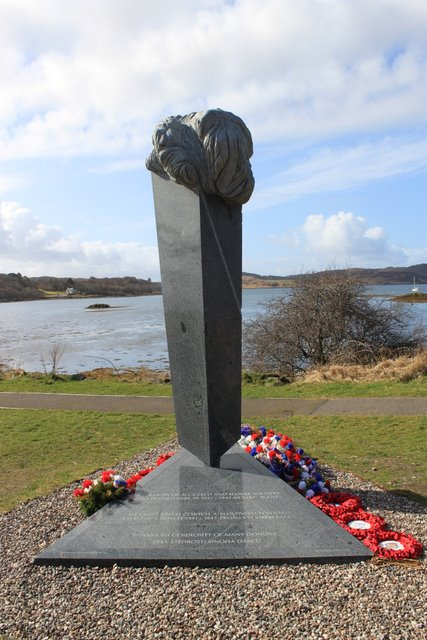
Památník československým vojákům vytvořil sochař Josef Vajce

Během druhé světové války převzalo celou oblast SOE a cvičilo tu agenty pro plnění zvláštních úkolů v okupované Evropě. Českým a slovenským vojákům, kteří v letech 1941–1943 prošli v Arisaigu výcvikem SOE, byl odhalen 11. listopadu 2009 ve vsi památník.

## Služby
Ve vesnici je pošta, obchod se smíšeným zbožím, restaurace, kavárna, hotel s barem a přístav.

## Doprava
Arisaig leží na silnici A830, která na severu vede do Mallaigu a na východě do Fort William. Silnice známá jako Road to the Isles byla v celé délce rozšířena, práce byly dokončeny v roce 2008.
Ve vsi je zastávka železniční trati West Highland Line, která vede do Mallaigu a Fort William. Arisaig je nejzápadnější železniční zastávkou na pevninské části Británie.
Z přístavu vyplouvá menší osobní loď na Small Isles.